# Setsuko Takamizawa
Setsuko Takamizawa és una àvia japonesa que va fer 90 anys el 2018 i es va fer molt coneguda a l'obrir un perfil a Twitter per explicar el seu objectiu d'aprendre anglès i poder participar així com a intèrpret voluntària als jocs olímpics de Tòquio del 2020. Actualment, ja compta amb més de 21.000 seguidors. Cada dia, la seva neta li envia una paraula usant Line, l'eina de missatgeria instantània, generant un diàleg que Setsuko penja al Twitter en forma de captures de pantalla amb tota la conversa.
Setsuko Takamizawa és una de les 100 dones triades per la BBC per formar part de la seva sèrie el 2018 100 Women BBC.